# John Sturges
John Eliot Sturges (Oak Park, Illinois, 3 de enero de 1910-San Luis Obispo, California, 18 de agosto de 1992) fue un director de cine estadounidense.

## Biografía y carrera profesional
Inició su carrera en Hollywood en 1932 como montador. Durante la Segunda Guerra Mundial comenzó a dirigir documentales y películas de instrucción para la Fuerzas Aéreas del Ejército de los Estados Unidos. Realizó un célebre documental sobre el conflicto bélico, junto a William Wyler. Su comienzo en solitario se produjo, en 1946, con The Man Who Dared, un western de clase B. 
Luego se especializó en el cine de espectáculo, narrando vigorosamente historias del oeste, bélicas o de aventuras, y estableciendo un peculiar sello personal en cada una, convirtiéndose en un apreciado artesano en su tiempo (aunque hoy es considerado también como autor). Logró un uso imaginativo del CinemaScope y, con una trayectoria relativamente corta, logró destacar como director de talento. 
Desde principios de la década de 1950 hasta la década de 1970, realizó una docena de filmes en los que brillaron actores como Louis Calhern, Spencer Tracy, William Holden, Richard Widmark, Kirk Douglas, Robert Taylor, Steve McQueen, Yul Brynner, Anthony Quinn, Rock Hudson, Burt Lancaster, James Garner, Clint Eastwood, John Wayne, Robert Duvall o Michael Caine. 
Los títulos correspondientes fueron: El magnífico yanqui (1950), su mejor comedia; La captura (1950), el primer western importante de su carrera; El caso O'Hara (1951) y Conspiración de silencio (1955), estas dos con excelentes actuaciones de Tracy; Fort Bravo (1953); Duelo de titanes (1957), acaso la mejor versión del mítico duelo en el O.K. Corral tras la magistral película de Pasión de los fuertes (1946), de John Ford; hay que añadir El viejo y el mar (1958), sobre la famosa novela de Ernest Hemingway, nuevamente con Spencer Tracy; así como El último tren de Gun Hill (1959), más que un clásico del western.
Con Los siete magníficos (1960), realizó una de sus películas más taquilleras, una adaptación en clave wéstern de Los siete samuráis (1954) de Akira Kurosawa. Lejos de inaugurar el Western crepuscular, la cinta es un wéstern de héroes clásicos que cabalgan por paisajes cuidadosamente filmados —fotografiados por Charles Lang—, en pleno apogeo del género de pistoleros y conquistadores. Producida por The Mirisch Company en colaboración con Alpha Productions —la compañía de Sturges—, supuso su primer crédito como productor y consolidó su fama para manejar repartos corales con grandes estrellas como Yul Brynner, Steve McQueen, Charles Bronson y James Coburn.

Tras el resonante éxito de Los siete magníficos, Sturges volvió a producir y dirigir La gran evasión (1963), que convirtió en estrella a Steve McQueen. La adaptación de esta historia real sobre una fuga masiva en un campo de concentración Nazi fue un éxito inmediato en la taquilla doméstica de Estados Unidos, con una recaudación (gross) de US$11 744 000. Posteriormente también dirigiría los populares filmes La batalla de las colinas del whisky (1965), Estación polar Zebra (1968), Joe Kidd (1972) o Ha llegado el águila (1976), su último film, sobre una novela de Jack Higgins, convertida en superventas.
Tiene una estrella en el paseo de la fama de Hollywood situada en el 6511 de Hollywood Boulevard.

## Filmografía
Como director:
- The Man Who Dared (1946)
- Shadowed (1946)
- Alias Mr. Twilight (1946)
- Thunderbolt (1947) (documental codirigido con William Wyler)
- For the Love of Rusty (1947)
- Keeper of the Bees (1947)
- Best Man Wins (1948)
- El signo de Aries (The Sign of the Ram) (1948)
- The Walking Hills (1949)
- La captura (The Capture) (1950)
- La calle del misterio (Mystery Street) (1950)
- Right Cross (1950)
- The Magnificent Yankee (1950)
- Kind Lady (1950)
- El caso O’Hara (The People against O’Hara) (1951)
- The Girl in White (1952)
- Astucia de mujer (Jeopardy) (1953)
- Fort Bravo (Escape from Fort Bravo) (1953)
- La sirena de las aguas verdes (Underwater!) (1955)
- Conspiración de silencio (Bad Day at Black Rock) (1955)
- The Scarlet Coat (1955)
- El sexto fugitivo (Backlash) (1956)
- Duelo de titanes (Gunfight at the O.K. Corral) (1957)
- El viejo y el mar (The Old Man and the Sea) (1958)
- Desafío en la ciudad muerta (The Law and Jake Wade) (1958)
- El último tren de Gun Hill (Last Train from Gun Hill) (1959)
- Cuando hierve la sangre (Never So Few) (1959)
- Los siete magníficos (The Magnificent Seven) (1960)
- Brotes de pasión (By Love Possessed ) (1961)
- Tres sargentos (Sergeants 3) (1961)
- Una muchacha llamada Tamiko (A Girl Named Tamiko) (1963)
- La gran evasión / El gran escape (The Great Escape) (1963)
- Estación 3 ultrasecreto (The Satan Bug) (1965)
- La batalla de las colinas del whisky (The Hallelujah Trail ) (1965)
- La hora de las pistolas (Hour of the Gun) (1967)
- Estación Polar Zebra (Ice Station Zebra) (1968)
- Atrapados en el espacio (Marooned) (1969)
- Joe Kidd (1972)
- Caballos salvajes (Valdez, il mezzosangue) (1973)
- McQ (1974)
- Ha llegado el águila (The Eagle Has Landed) (1976)

## Premios y distinciones
Premios Óscar
| Año  | Categoría                  | Película                 | Resultado |
| ---- | -------------------------- | ------------------------ | --------- |
| 1956 | Oscar a la mejor dirección | Conspiración de silencio | Nominado  |

Otros premios
| Año  | Organismo                                         | Película          | Resultado |
| ---- | ------------------------------------------------- | ----------------- | --------- |
| 1958 | National Society of Film Critics – Mejor película | El viejo y el mar | Ganador   |